# Catió

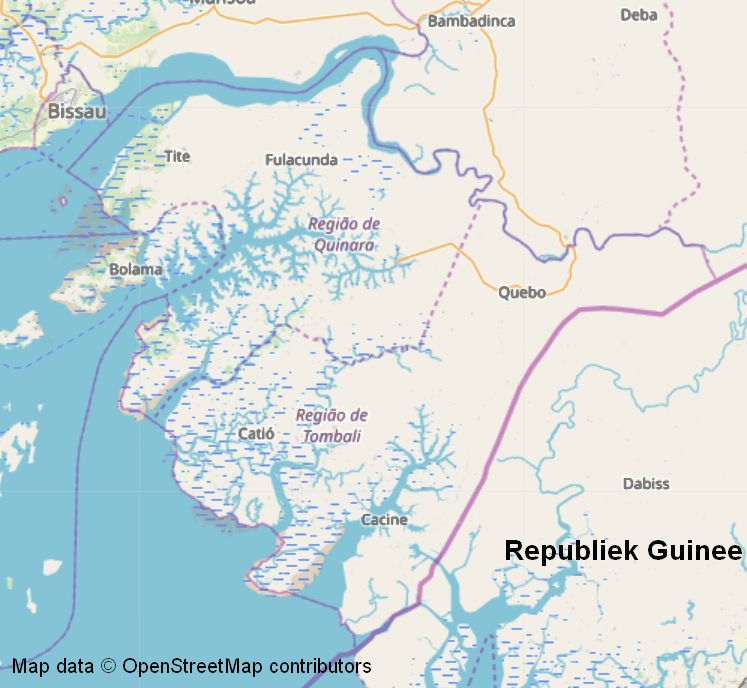
Tombali Regio, Guinee-Bissau

Catió is een stad in de sector met dezelfde naam. Het is de hoofdstad van de regio Tombali in het zuiden van Guinee-Bissau.

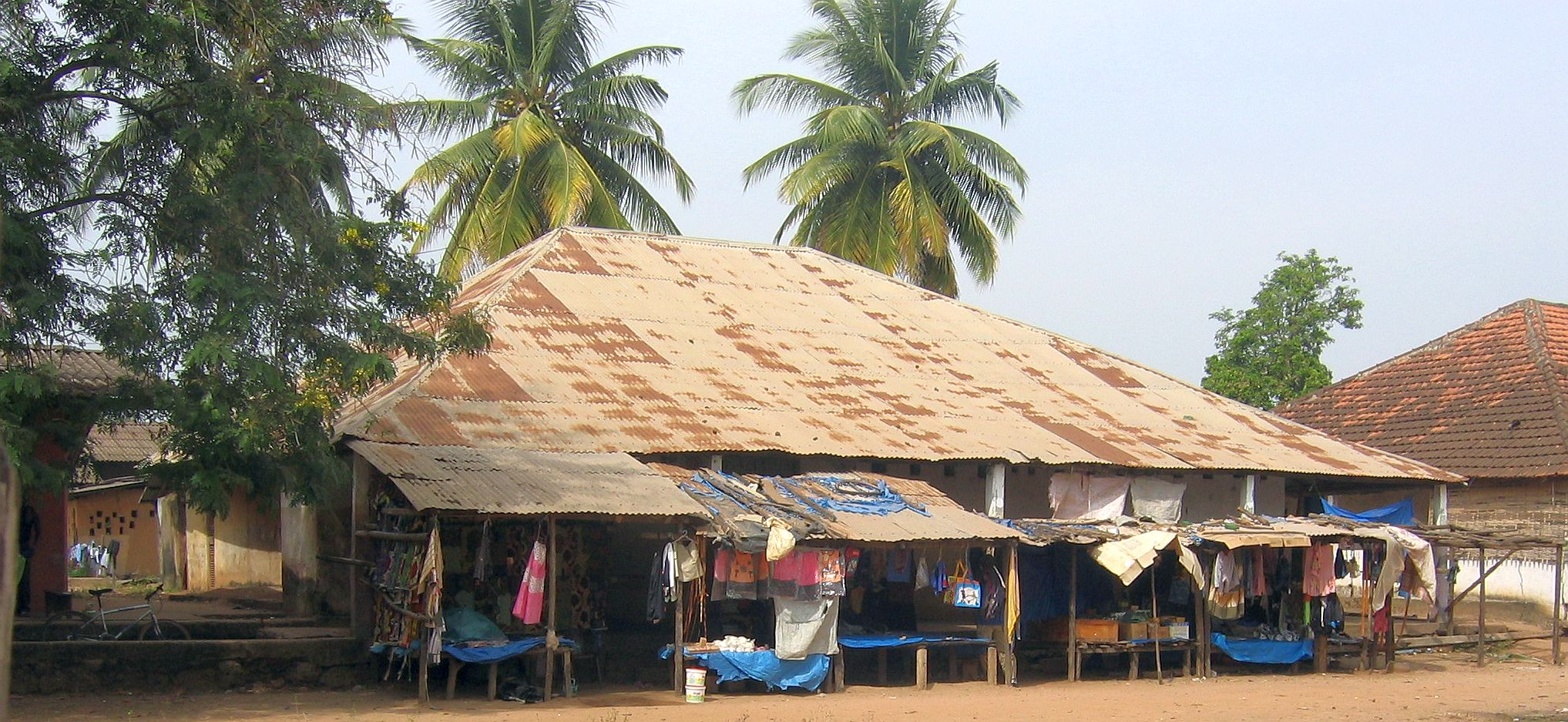
Markt, Catió

## Bekende personen
Baciro Candé (Geboren op 6 april 1967 in Catió) is een Guinee-Bissause professionele voetballer en manager van het Guineebissause nationale voetbalteam van 2003 tot 2010 en opnieuw sinds 2016.
Braima Dabó is een atleet, geboren in Catió. Hij woont sinds 2011 in Portugal. Hij werd wereldwijd bekend toen hij op 29 september 2019 op de wereldkampioenschap atletiek tijdens de 5000 meter race in Doha zijn Arubaanse collega Jonathan Busby over de finish hielp. Hij is voorgedragen voor de Fair Play prijs van de International Association of Athletics Federations (IAAF).

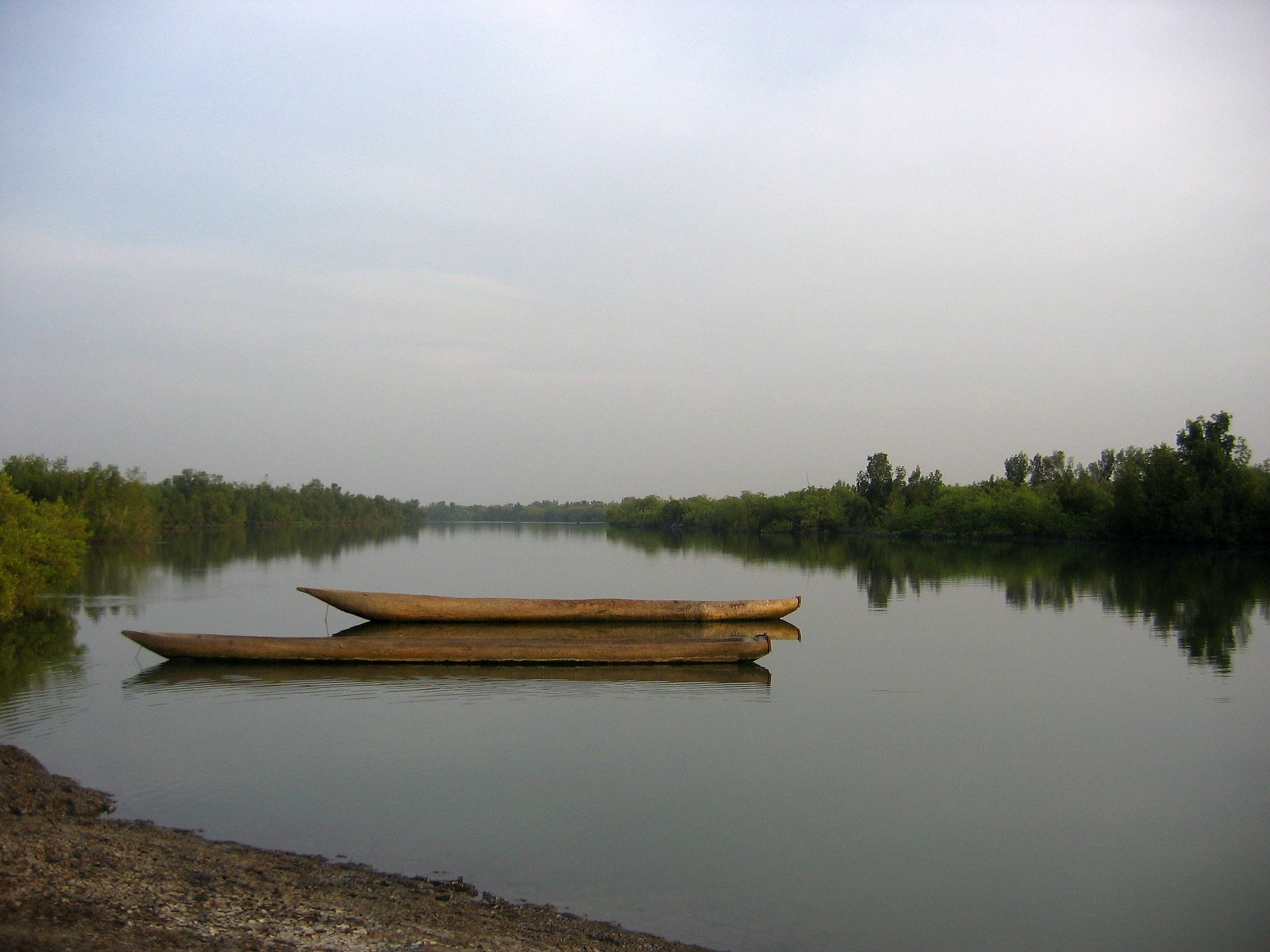
Kano's op de Cumbija rivier bij Catió